# يوم العاهرة الدولي

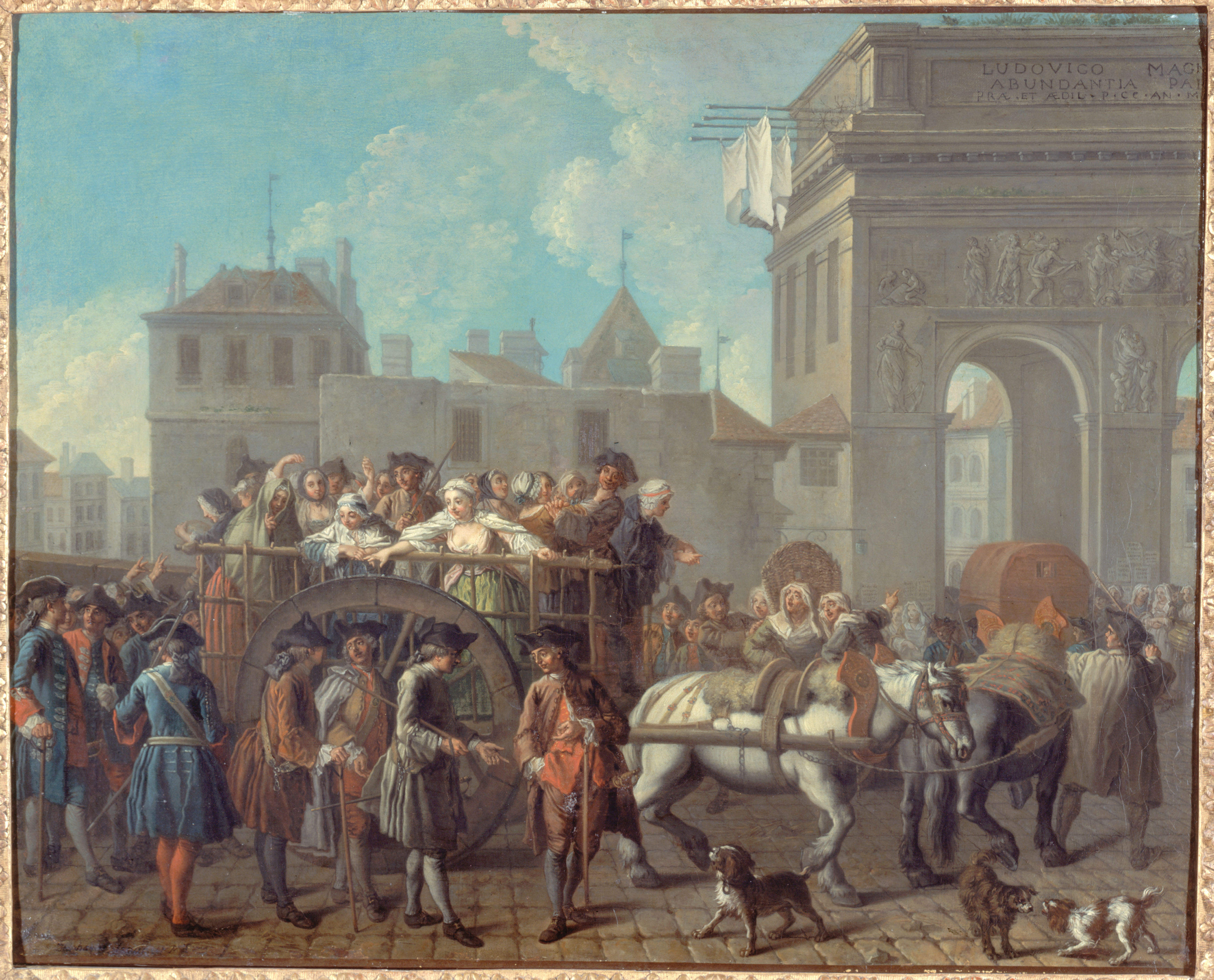
اقتياد عاهرات فرنسيات إلى مستشفى بيتي سالبترير (إتيان جيورت، 1745)

يوم العاهرة الدولي أو اليوم الدولي للعاهرات أو اليوم العالمي للعاملات بالجنس (بالإنجليزية: International Whores' Day)‏ هو احتفال سنوي يتمّ في الثاني من حزيران/يونيو من كل عام وذلك للاحتفال بالعاهرات أو العاملات في مجال الجِنس والمُطالبة بالاعتراف بهن وتحسين ظروف عملهنّ تفاديًا لاستغلالهن من قِبل أيّ كان. يُحتفل بهذا اليوم في الثاني من يونيو/حزيران لتزامنهِ مع اليوم الذي كشفَ فيه سانت نيزيير عن ظروف العمل اللاإنسانية التي عانت منها أكثر من مائة عاملة في مجال الجنس عام 1975. يُحتفل بهذا اليوم سنويًا منذ عام 1976 ويحظى بشهرة كبيرة في بعضِ الدول خاصّة في ألمانيا.

## الخلفية

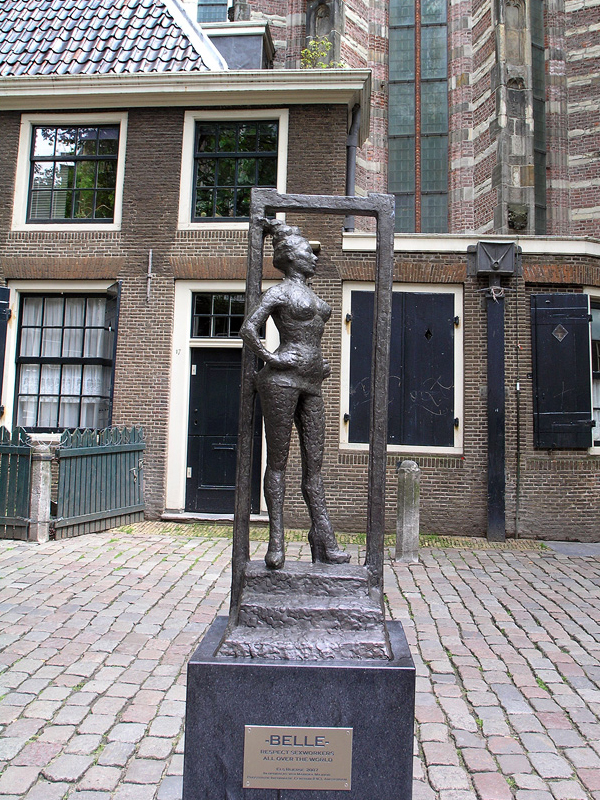
تمثال من البرونز يحملُ اسمَ حسناء في منطقة دي فالين في أمستردام. كُشف النقاب عنهُ في آذار/مارس 2007 ومنقوشٌ أسفلهُ عبارة «احترام العاملين في مجال الجنس في جميع أنحاء العالم.»

في عقد 1970؛ فرضت الشرطة الفرنسية ضغوطًا متزايدة على العامِلات في مجال الجنس وخوفًا ممّا قد يحصلُ لهن؛ كانت تعملُ العاهرات سرًا ونتيجة لذلك انخفضت حماية العاملين في مجال الجنس مما أدى إلى مزيدٍ من العنف ضدهم. حصلتُ عددٌ من الجرائم التي استهدفت العاملات في هذا المجال بشكلٍ خاص مما دفعَ بالحكومة إلى محاولة تحسينِ وضعهم بعدما نظموا عدّة تظاهرات تُطالب الدولة بسنّ قوانين تحترمُ عملهم. شكّل هذا الحدث نقطة انطلاق حركة دولية من العاملين في مجال الجنس من أجل المطالبة باحترام حقوقهم كما هو الحال معَ حقوق العمال.

## ألمانيا
نُشرت دراسة تحتَ عنوان «نساء بلا غرف» في بوخوم بِألمانيا في 29 أيار/مايو 2011 توثق حالة العاملين في مجال الجنس منذ عام 1975 كما نُظمت مسيرة في مدينة دورتموند طالبت بتكثيف العمل حتى تحصلَ العاهرات على كافّة حقوقهنّ في هذا المجال.

## نصب تذكارية مماثلة
- يُحتفل باليوم العالمي لحقوق العمال – بما في ذلكَ العاملين في مجال الجنس – في الثالث من آذار/مارس من كل عام.[9]
- يُحتفل باليوم العالمي لإنهاء العنف ضد العاملين في مجال الجنس في السابع عشر من كانون الأول/ديسمبر من كلّ عام.[10]